# Escape (EP)
Escape é o extended play (EP) de estreia da cantora e compositora estadunidense Megan Nicole. O seu lançamento ocorreu em 14 de outubro de 2014, através da Hume Records.

## Singles
"Electrified" foi lançado como o primeiro single do EP em 19 de agosto de 2014. O seu videoclipe foi dirigido por Joseph Levi e estreou no site People em 16 de setembro de 2014.
"Fun" foi lançado como segundo single do EP em 11 de novembro de 2014. O seu videoclipe foi dirigido por Hannah Lux Davis e estreou em 21 de novembro de 2014.
"Alright" foi lançado como terceiro single do EP. O seu videoclipe foi dirigido por Joseph Levi e lançado em 4 de novembro de 2014.
Um lyric video para a música "Courageous" foi lançado em 3 de fevereiro de 2015. O vídeo conta com a participação dos fãs da cantora (nomeados de Meganizers) e possui mais de 400 mil visualizações no YouTube.
O videoclipe da música "Escape" foi lançado em 23 de março de 2015. O vídeo foi dirigido por The Young Astronauts e possui mais de 9 milhões de visualizações.

## Lista de faixas
Todas as músicas do EP foram produzidas por Tom Mgrdichian.
A música "Courageous" foi co-produzida por Chris Cox.
| N.º            | Título         | Compositor(es)                                      | Duração |  |
| 1.             | "Escape"       | Megan Nicole, Tom Mgrdichian                        | 3:37    |  |
| 2.             | "Fun"          | Megan Nicole, Doug Shawe, Tom Mgrdichian            | 3:07    |  |
| 3.             | "Alright"      | Megan Nicole, Tom Mgrdichian                        | 3:29    |  |
| 4.             | "Escape"       | Megan Nicole, Tom Mgrdichian                        | 4:15    |  |
| 5.             | "Courageous"   | Megan Nicole, Chris Cox, Doug Shawe, Tom Mgrdichian | 3:27    |  |
| Duração total: | Duração total: | Duração total:                                      | 17:15   |  |